# يحيى الكحلاني
يحيى محمد الكُحْلاني (1957-2021)، سياسي ونقابي وبرلماني يمني. شغل عدة مناصب رفيعة، منها رئيس الاتحاد العام لنقابات عمال اليمن، كما كان عضوًا في مجلس الشورى (الغرفة الثانية للبرلمان اليمني) حتى وفاته عام 2021م.

## حياته والمناصب التي تقلدها
يعتبر يحيى الكحلاني أحد رموز الحركة النقابية في اليمن، وعُرف بمواقفه الشجاعة في المطالبة بحقوق العمال في المحافل اليمنية والعربية. وقد تقلد عدد من المناصب النقابية وغيرها، منها:
- بدأ حياته العملية في سن مبكرة حيث التحق في العام 1976 بمصنع الغزل والنسيج.
- في العام 1988م، انتُخِب أمينًا عامًا للنقابة العامة للغزل والنسيج، ثم انتخب في نفس العام عضوًا بالمجلس الأعلى لنقابات عمال وموظفي الجمهورية العربية اليمنية.
- في العام 1990م، وهو عام قيام الوحدة اليمنية، ساهم بفاعلية في توحيد الحركة النقابية العمالية في شطري اليمن (اليمن الشمالي واليمن الجنوبي)، وعلى إثر ذلك تم انتخابه أمينًا عاماً للاتحاد العام لنقابات عمال اليمن.
- في العام 1994م، انتُخِب رئيسًا للاتحاد العام لنقابات عمال اليمن، واستمر في المنصب حتى استقالته في فبراير 2007، التي قدمها للمجلس المركزي للاتحاد العام لنقابات عمال اليمن في ختام دورته الرابعة عشر المنعقدة بصنعاء خلال الفترة 18-19 فبراير 2007، وخلفه في المنصب محمد محمد الجدري.
- في العام 2001م عُيِّن عضوًا في مجلس الشورى- رئيسًا للجنة حقوق الإنسان والحريات ومنظمات المجتمع المدني.[5]

## وفاته
توفي في 6 مارس 2021م، في صنعاء.